# Castel Vittorio
Castel Vittorio o Castelvittorio (U Caštê in ligure del luogo) è un comune italiano di 233 abitanti della provincia di Imperia in Liguria.

## Geografia fisica
Il borgo di Castel Vittorio, formato da un nucleo storico di forma ellittica, sorge arroccato in cima ad un ripido colle, al termine di un sottile crinale boscoso dominante l'alta valle del torrente Nervia.
Tra le vette del territorio il Carmo delle Verme (1502 m), il Carmo San Vincenzo (1274 m), il Colle Langan (1227 m) e il Carmo Langan (1204 m), il Poggio del Borra (1091 m), il monte Garbinee (1065 m), il monte Mera (1063 m), la Cima Manaira (1032 m), le Rocche Daiberga (1016 m), il monte Roverbella (864 m), il Testa del Carmo (853 m).

## Storia
Anticamente denominato Castrum Dodi e quindi Castel Dho, probabilmente dal nome di un feudatario, il borgo fu un antico possedimento fondato dai conti di Ventimiglia nel XII secolo e che amministrarono il paese fino al 1260. Da tale anno, infatti, il conte Bonifacio, figlio di Oberto di Ventimiglia conte di Badalucco - con dominio su Triora, metà di Arma di Taggia e Bussana - decise la vendita della proprietà al cittadino genovese Gianella Avvocato per la somma di 3.090 lire genovesi. Quest'ultimo vendette poi, nel 1261, tale possedimento al Comune di Genova. Ribattezzato il feudo in Castelfranco, la Repubblica di Genova inglobò questa parte del territorio dell'alta val Nervia al controllo giurisdizionale della podesteria di Triora.
Il feudo godette di un'ampia autonomia amministrativa, eleggendo locali consoli e amministrando in proprio le cause civili di lievi entità.
Nel corso della sua storia numerosi e documentati furono i contrasti con il vicino comune di Pigna, legato soprattutto per i diversi domini politici che amministrarono i due paesi: Castelfranco schierato con i Genovesi e nel suo dominio repubblicano, il secondo inglobato tra i possedimenti del Ducato di Savoia. Oltre ad un fallimentare tentativo d'assalto al locale castello di Castelfranco perpetrato dalle truppe sabaude nel 1625, altri scritti locali tramandano il furto, nel 1747, delle campane della locale parrocchiale ad opera dei cittadini pignaschi. Pigna subì invece, secondo leggende locali, il vero e proprio sradicamento della piazza cittadina a causa del furto delle lastre che ne costituivano la pavimentazione.
Altri movimenti popolari e di sommossa caratterizzarono questa parte del territorio dell'alta valle del Nervia nel corso del 1792, su spinta dei primi echi rivoluzionari provenienti dalla vicina Francia, con il successivo passaggio nel 1793 delle unite municipalità di Pigna e Castelfranco nel cantone di Perinaldo (distretto di Mentone) nel dipartimento francese delle Alpi Marittime. Nel 1798, nuovamente separato da Pigna e rientrante tra i territori della Repubblica Ligure, divenne comune capoluogo di cantone nella giurisdizione delle Palme con capoluogo Sanremo. Unito al cantone di Triora nella giurisdizione degli Ulivi (Oneglia capoluogo) nel 1803, due anni dopo passò nel Dipartimento delle Alpi Marittime sotto il cantone di Pigna (distretto di Sanremo) all'interno del Primo Impero francese.
Con la caduta di Napoleone Bonaparte, e secondo le disposizioni del congresso di Vienna del 1814, la municipalità di Castelfranco passò sotto il Regno di Sardegna che lo inserì nel mandamento di Dolceacqua, in provincia di Sanremo. Facente parte del Regno d'Italia dal 1861, dal 1859 al 1926 il territorio fu compreso nel III mandamento di Dolceacqua del circondario di Sanremo facente parte della provincia di Nizza (poi provincia di Porto Maurizio e, dal 1923, di Imperia).
In onore del re Vittorio Emanuele II di Savoia il comune cambiò denominazione nel 1862 nell'odierno toponimo di Castel Vittorio (o, secondo altre forme scritte, Castelvittorio). Durante la seconda guerra mondiale, il 3 dicembre 1944 i tedeschi, supportati dalla Brigata Nera di Imperia, fucilarono 19 civili sul monte Gordale per l'appoggio fornito alla Resistenza locale. Due giorni dopo furono fucilati sulla piazza di Castel Vittorio altri due civili per gli aiuti forniti ai partigiani.
Dal 1973 al 30 aprile 2011 ha fatto parte della Comunità montana Intemelia.

### Simboli
Stemma
Gonfalone

Lo stemma e il gonfalone sono stati concessi con decreto del presidente della Repubblica del 17 maggio 1986.

## Monumenti e luoghi d'interesse

La chiesa parrocchiale di Santo Stefano nel centro storico di Castel Vittorio

### Architetture religiose
- Chiesa parrocchiale di Santo Stefano, il cui impianto attuale è datato al rifacimento barocco del 1764[5]. Di particolare interesse artistico è un bassorilievo - presente sul portale laterale - risalente al XVI o XVII secolo. All'interno è conservato un dipinto raffigurante la Crocifissione di Gesù del pittore Marcello Venusti, databile alla seconda metà del Cinquecento e un crocifisso di Anton Maria Maragliano. Isolato rispetto alla parrocchiale, posto però di fronte ad essa, è il campanile con cupolino rivestito da ceramiche policrome.
- Oratorio di Santa Caterina. L'edificio fu eretto in epoca medievale e in seguito sconsacrato. Sul fianco destro della chiesa è presente un portale sormontato da un piccolo porticale pensile del XV secolo.
- Chiesa della Madonna Assunta o di Santa Maria di Lago Pigo, ai confini amministrativi con Pigna. La chiesa fu fondata nel 1227[5] con la denominazione di Nostra Signora di Nogareto, trasformata nella struttura nel corso del Quattrocento[5] e ancora nelle forme barocche piemontesi[5]. Due torrette affiancano la facciata con portale trilitico - datato al 1512[5] - e con mensole a testa di toro, mentre la pianta dell'edificio si presenta di forma circolare inscritta in due quadrati. Lo stabile è in stato di abbandono[5].Chiesa della Madonna Assunta o di Santa Maria di Lago Pigo

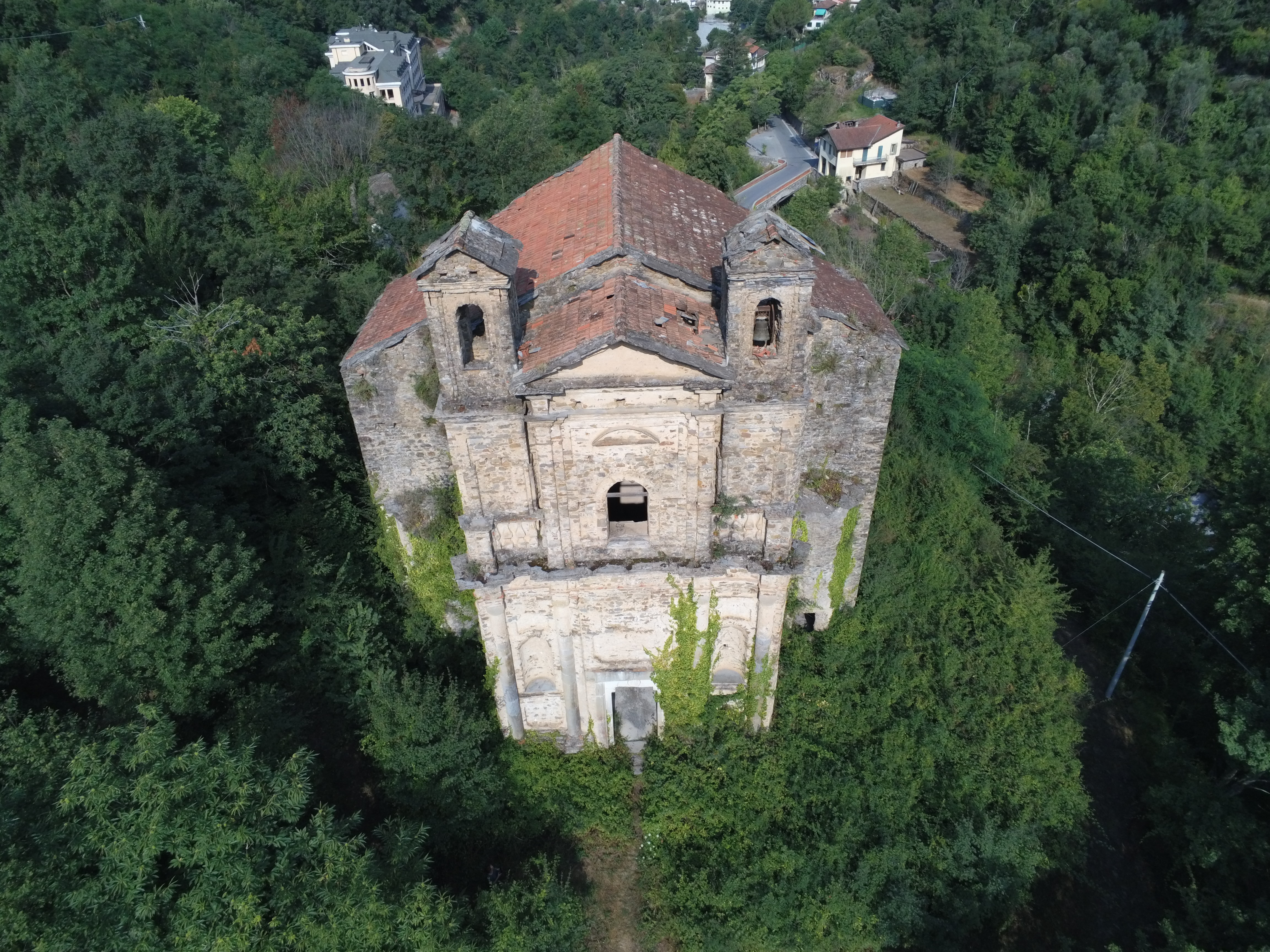
Chiesa della Madonna Assunta o di Santa Maria di Lago Pigo

- Chiesa campestre di San Luigi, lungo il sentiero-mulattiera per Bajardo.
- Chiesa campestre della Madonna della Colletta, lungo il sentiero-mulattiera per Bajardo.
- Chiesa campestre di San Sebastiano, lungo il sentiero-mulattiera per Bajardo.
- Chiesetta della Madonna del Ponte.

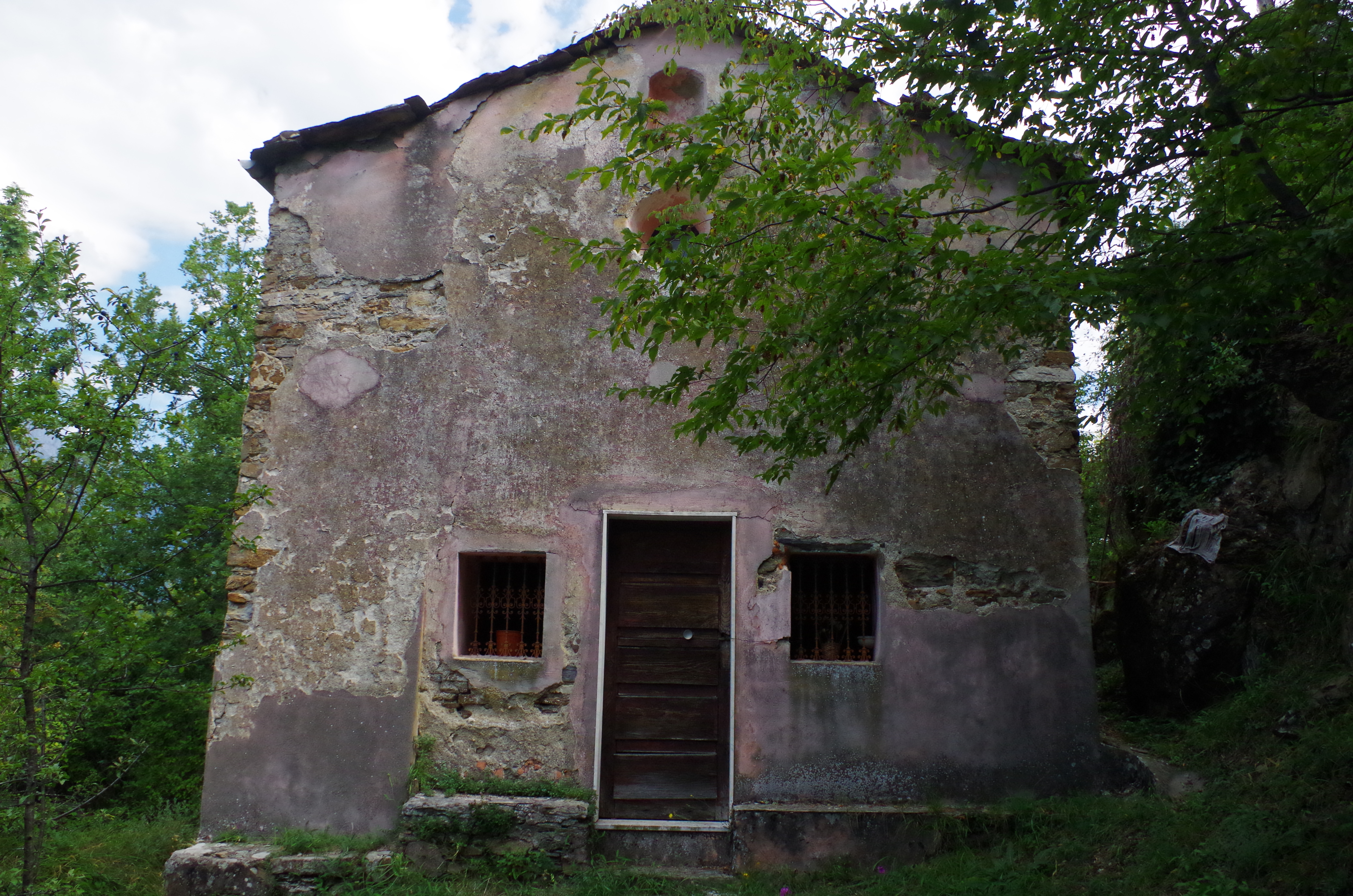
Chiesetta di San Giovanni Battista.
- Chiesetta di San Giuseppe presso il cimitero di Castel Vittorio.
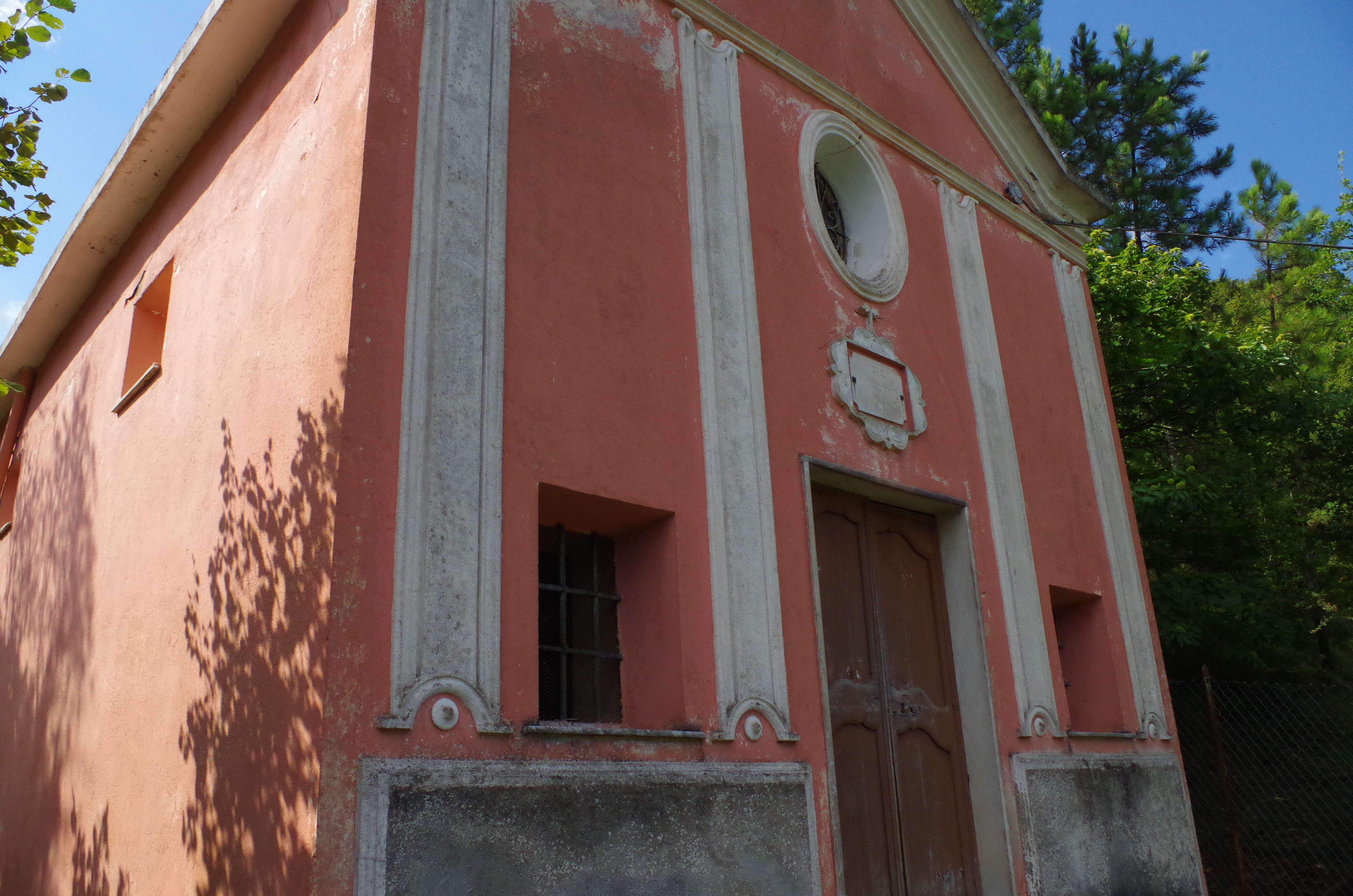
Chiesetta della Madonna del Carmine.  - Chiesetta di San Giovanni Battista
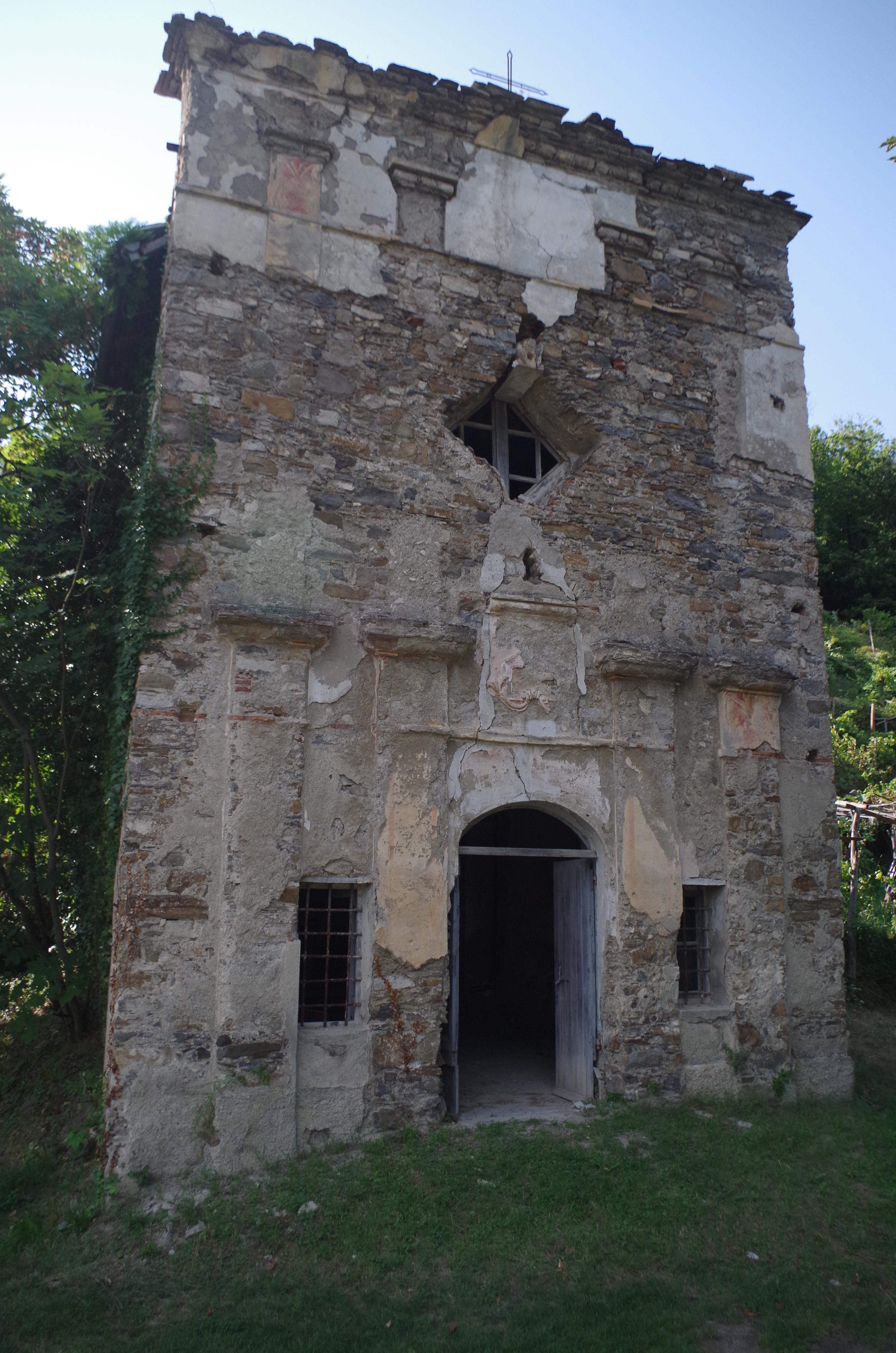
Chiesa campestre di San Luigi
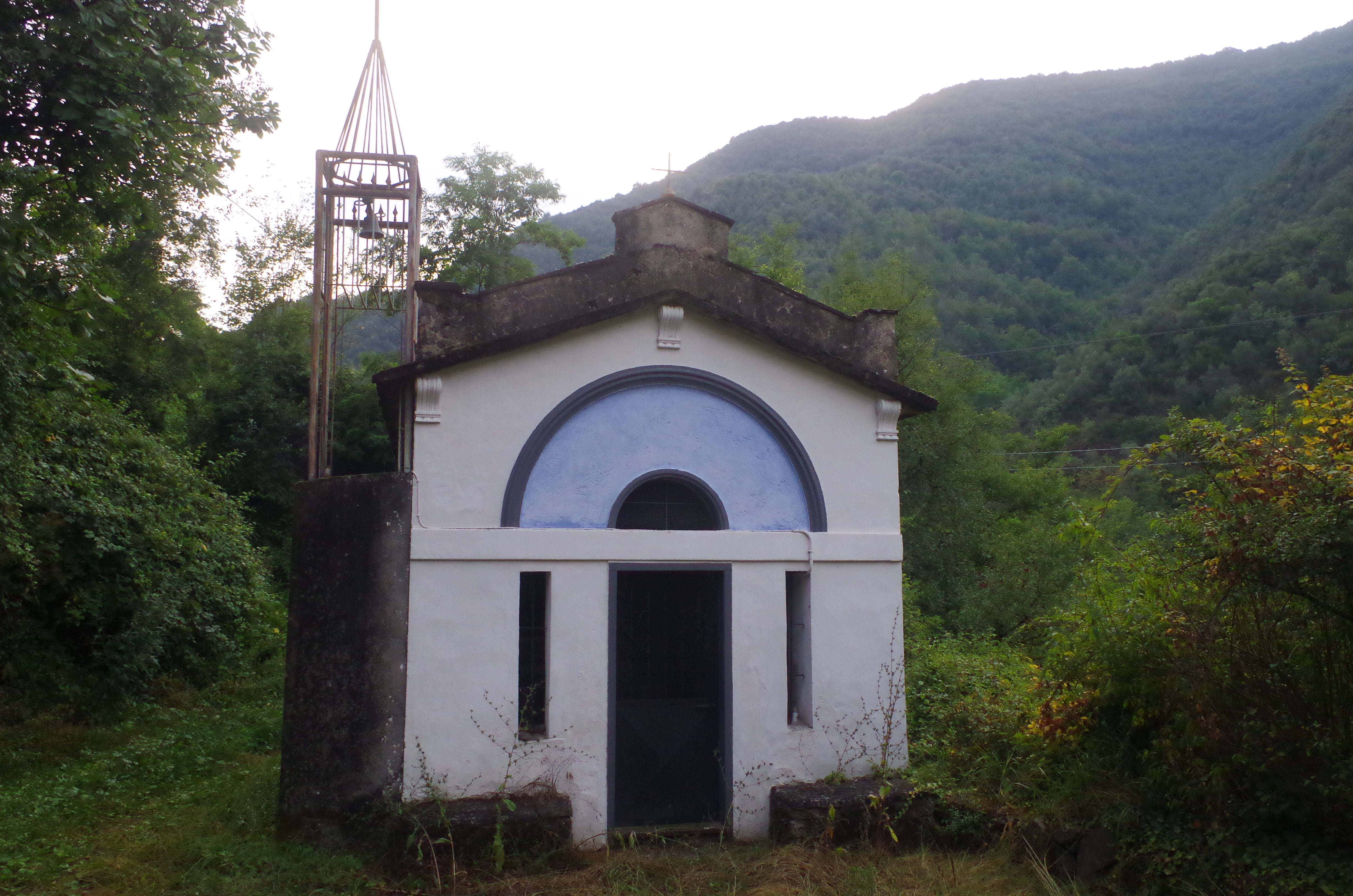
Chiesetta della Madonna del Ponte
  - Chiesa campestre della Madonna della Colletta
  - Chiesa campestre di San Luigi
  - Chiesetta della Madonna del Ponte

## Società

Il campanile barocco della parrocchiale castellese

### Evoluzione demografica
Abitanti censiti

### Etnie e minoranze straniere

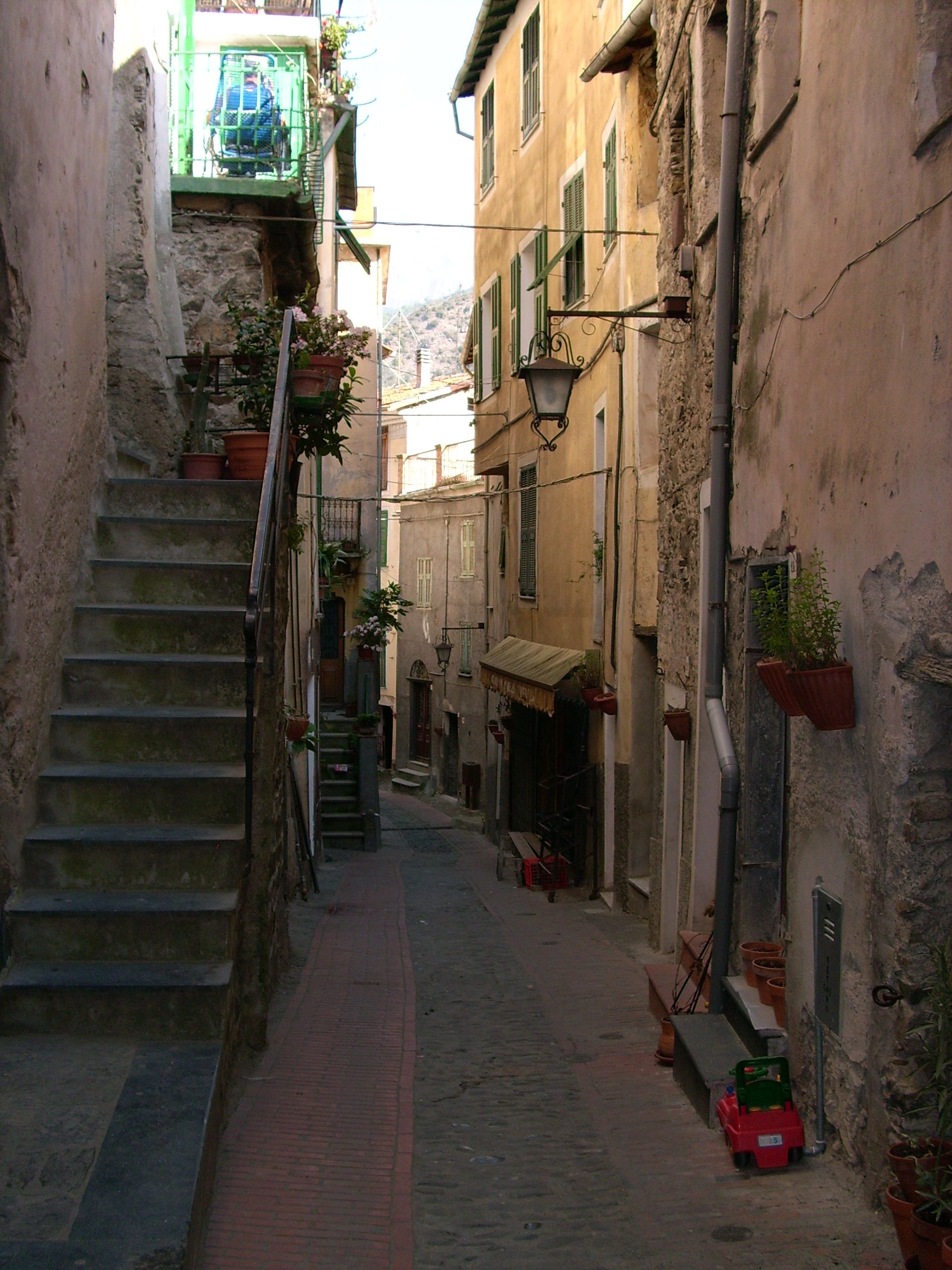
Scorcio del centro storico castellese

Secondo i dati Istat al 31 dicembre 2019, i cittadini stranieri residenti ad Castel Vittorio sono 26.

## Geografia antropica
Il territorio comunale è costituito solamente dal capoluogo per una superficie territoriale di 25,93 km².
Confina a nord con il comune di Triora, a sud con Apricale e Bajardo, ad ovest con Pigna e ad est con Molini di Triora. All'interno del territorio comunale è presente nella zona a settentrione un'enclave del comune di Pigna.

## Economia
La principale attività economica del territorio di Castel Vittorio è legata all'agricoltura, alla viticoltura, alla floricoltura e alla raccolta di funghi.

## Infrastrutture e trasporti

### Strade
Il territorio comunale di Castel Vittorio è attraversato principalmente dalla strada provinciale 64 che permette il collegamento con Pigna, verso ovest, e Bajardo verso sud. Altra arteria provinciale è la SP 65, attraverso il colle Langan, per Triora e Molini di Triora.

## Amministrazione

Posizione del comune di Castel Vittorio nell'Unione dei Comuni delle Valli Nervia e Roja e nella provincia di Imperia

| Periodo        | Periodo        | Primo cittadino     | Partito                                  | Carica  | Note |
| -------------- | -------------- | ------------------- | ---------------------------------------- | ------- | ---- |
| 10 luglio 1988 | 7 giugno 1993  | Gian Stefano Orengo | lista civica                             | Sindaco |      |
| 8 giugno 1993  | 28 aprile 1997 | Gian Stefano Orengo | Democrazia Cristiana                     | Sindaco |      |
| 28 aprile 1997 | 14 maggio 2001 | Gian Franco Orengo  | lista civica                             | Sindaco |      |
| 14 maggio 2001 | 30 maggio 2006 | Gian Franco Orengo  | lista civica                             | Sindaco |      |
| 30 maggio 2006 | 16 maggio 2011 | Gian Stefano Orengo | lista civica                             | Sindaco |      |
| 16 maggio 2011 | 5 giugno 2016  | Gian Stefano Orengo | Orengo (lista civica)                    | Sindaco |      |
| 5 giugno 2016  | 4 ottobre 2021 | Gian Stefano Oddera | Uniti per Castel Vittorio (lista civica) | Sindaco |      |
| 4 ottobre 2021 | in carica      | Gian Stefano Oddera | Uniti per Castel Vittorio (lista civica) | Sindaco |      |

### Altre informazioni amministrative
Castel Vittorio fa parte dell'Unione dei comuni delle Valli Nervia e Roja.